# Luigi Menardi
Luigi Menardi, detto Iji (Cortina d'Ampezzo, 1925 – Cortina d'Ampezzo, 1979), è stato un alpinista italiano.

## Carriera alpinistica
Luigi Menardi fece parte dal 1941 del prestigioso gruppo alpinistico degli Scoiattoli di Cortina.
Insieme ad altri scoiattoli Luigi aprì nuove vie:
- 18 luglio 1941: parete E della Tofana III, difficoltà 2°/3°
- 12 giugno 1942: via Mariano sul Becco di Mezzodì, difficoltà 5°
- 12 agosto 1942: parete S della Punta Erbing (Pomagagnon=, difficoltà 4°
- 25 agosto 1942: parete S della Gusela del Nuvolau, difficoltà 5°/6°
- 23 giugno 1943: Direttissima degli Scoiattoli sul Col Rosà (Tofane), difficoltà 5°/6°
- 27 giugno 1943: parete O della Punta Adi (Croda da Lago, difficoltà 5°+
- 30 luglio 1943: parete S del Campanile Ra Valles (Tofane), difficoltà 6°
- 21 agosto 1943: parete S della cima Le Punte (Sella), difficoltà 5°
- 7 ottobre 1943: parete E della Punta Anna (Tofane), difficoltà 4°+
- 24 ottobre 1943: parete S del I Torrione Pomedes (Tofane), difficoltà 5°)
- 25-26 giugno 1944: parete S della Croda Bagnata- Nasswand (Rondoi - Baranci), difficoltà 6°
- 13-14 luglio 1944: Direttissima della Croda di Pomagagnon, difficoltà 6°
- 20 agosto 1944: Diretta di Boni, parete S della Testa del Bartoldo (Pomagagnon), difficoltà 5°
- 20 agosto 1945: parete O del Lagazuoi Grande, difficoltà 4° +
- 20 settembre 1945: parete S della Torre del Barancio (Cinque Torri], difficoltà 6°
- 13 luglio 1947: spigolo SE della Cima Bois (Fanes), difficoltà 5°
- 20 agosto 1948: variante alla via Astaldi 1942 sull'Averau, difficoltà 6°